# Tarnawskianus
Tarnawskianus là một chi bọ cánh cứng trong họ 
Elateridae.
Chi này được miêu tả khoa học năm 2007 bởi Schimmel & Platia.

## Các loài
Các loài trong chi này gồm:
- Tarnawskianus becvari Schimmel & Platia, 2007
- Tarnawskianus kucerai Schimmel & Platia, 2007
- Tarnawskianus longicornis Schimmel & Platia, 2007
- Tarnawskianus turnai Schimmel & Platia, 2007
- Tarnawskianus yanmenensis Schimmel & Platia, 2007